# Anton (I.) von Wietersheim
Anton von Wietersheim (auch: Witersheim; * 1539 in Stadthagen; † 13. Juni 1614) war ein deutscher Jurist, Ratssyndikus in Rostock und Hamburg und Kanzler der Grafen von Holstein-Schauenburg.

## Leben und Wirken
Er war der Sohn von Cord Smeckeworst, genannt Wietersheim (* um 1500; † 1571), der 1529 als Bürger in Stadthagen nachgewiesen ist. Der Genanntname verweist auf das ostwestfälische Wietersheim. Nach dem Studium der Rechtswissenschaften an der Universität Rostock, das er am 12. August 1563 mit einer Disputation unter dem Vorsitz von Matthäus Röseler beendete, trat er in den Dienst der Stadt Rostock und vertrat sie 1566 auf dem Reichstag von Augsburg. Noch im gleichen Jahr wurde er nach Hamburg zum Secretarius des Hamburger Rats berufen. Er promovierte zum Doktor der Rechte, stieg 1568 zum Senatssyndicus auf und vertrat den Rat unter anderem 1570 auf dem Reichstag zu Speyer sowie in den Auseinandersetzungen um die Besetzung von Domherrenstellen im Hamburger Domkapitel. Durch kaiserliches Diplom vom 20. Mai 1570 wurde er zum Hof- und Pfalzgrafen ernannt.
1574 berief ihn Graf Otto IV. von Holstein-Schaumburg zu seinem Kanzler und gab ihn 1579 das Gut Veddel als Dotation. 1580 erwarb er einen Freihof in Apelern und erbaute dort das – seit 1673 Hammerstein’sche – Schloss. 1591 war er bei Streitigkeiten zwischen Hamburg und Altona als Schlichter tätig.
Mit seiner zweiten Ehefrau Margarethe Langermann hatte er sechs Söhne und sechs Töchter. Zu den Söhnen gehörten Anton (II.) von Wietersheim, Heinrich Julius von Wietersheim (1585–1645), Geheimer Rat und Stiftshofmeister in Quedlinburg; Ernst von Wietersheim († 1638), dänischer Rittmeister und Drost zu Pinneberg, im Hafen von Glückstadt ertrunken; Gabriel von Wietersheim († 1652), Domherr in Lübeck, Großvogt im Hochstift Lübeck, und Ludwig von Wietersheim († 1638), dänischer Oberst, gefallen vor Breisach.
Nach ihm ist die Wietersheimstraße in Sachsenhagen benannt.

## Werke
- Propositiones an filius familias et an mutus et surdus testamentum facere possint: De quibus Deo iuuante, praeside Mathaeo Roselero Lucano LL. Licentiato, et in Academia Rostochiana Professore, die 12. Augusti publicè respondebit Antonius Witersheim Hagensis. Rostock 1563